# Kléber Pereira
Kléber João Boas Pereira (Peri Mirim, 13 de agosto de 1975) é um ex-futebolista brasileiro que atuava como centroavante.
Na maior parte da carreira foi conhecido apenas como "Kléber", tornando-se "Kléber Pereira" depois que chegou em 2007 ao Santos, que já possuía o lateral-esquerdo Kléber em seu elenco.

## Carreira

### Início
Kléber começou no time de juniores do Cruzeiro do Anil de São Luís. Disputando uma competição amadora da cidade, foi visto por dirigentes do Moto Club e levado para fazer testes no clube em 1995, onde alcançou o time profissional. Em seguida assinou seu primeiro contrato profissional e passou a receber um salário de 250 reais.
Logo em sua estreia pelo time rubro-negro, o atacante marcou um hat-trick diante do Expressinho, onde o Moto Club aplicou uma goleada de 4–0.
Kléber jogou também no Náutico e no Sion, por onde conquistou o Campeonato Suíço na temporada 1996–97.
Retornou ao Moto Clube em 1998, onde foi artilheiro geral da Série C, com 25 gols marcados. Naquele ano, o maior goleador da Série A foi Viola, do Santos, com 21 bolas na rede.
Naquele ano, Kléber adulterou seus documentos para sair do Brasil três anos mais novo. Com o nome falso de Klebernilson, o jogador teve a farsa descoberta quando tentava embarcar para Paris, em maio de 1998.

### Atlético Paranaense
Em 1999, após um longo processo de transação, chegou ao Atlético Paranaense, onde, logo no primeiro ano, marcou 18 gols e ajudou o Furacão a ganhar a seletiva para a Libertadores.
Vivendo grande fase no ano de 2001 e marcou 50 gols com a camisa rubro-negra, sendo 17 deles no Campeonato Brasileiro, e dessa maneira, sagrou-se artilheiro da equipe, ao lado de Alex Mineiro, na conquista do Brasileirão de 2001 pelo clube e também o maior goleador no Brasil no ano, quando conquistou a Chuteira de Ouro. Esses gols, somados aos 31 gols marcados em 2000 e aos 25 de 2002, fizeram de Kléber, "O Incendiário" (como é conhecido pelos torcedores do Atlético Paranaense), o terceiro maior goleador da história do clube curitibano, com um total de 124 gols em 185 jogos.

### Futebol mexicano
Em 2003, o jogador transferiu-se para o Tigres, do México.
Em seguida também vestiu as camisas dos mexicanos Veracruz e América. Pelo América, no Apertura de 2005, fez 11 gols e foi o artilheiro.
No ano de 2006, foi emprestado ao Necaxa.

### Santos
Kléber Pereira retornou ao Brasil no segundo semestre de 2007, assinando com o Santos por duas temporadas. A estreia pelo Peixe aconteceu em 19 de julho, num empate em 2–2 diante do Palmeiras, válido pelo Brasileirão. Na rodada seguinte, atuou como titular pela primeira vez e marcou dois gols na vitória santista frente ao Figueirense, em Vila Belmiro, por 3–1. Naquele ano, foi o artilheiro do Peixe no Brasileirão com 16 gols.
Em 2008, no Campeonato Paulista, marcou 13 gols no torneio, sendo o vice-artilheiro da competição. O jogador ainda marcou seis gols na Libertadores, mas não conseguiu impedir a eliminação nas quartas de final. Já pelo Campeonato Brasileiro, Kléber Pereira foi o artilheiro da competição, com 21 gols, juntamente com Washington e Keirrison. Ao todo, foram 40 gols no ano, em 61 partidas.
No dia 18 de março de 2009, completou 100 jogos pelo time da Baixada Santista na partida contra o Rio Branco-AC, em jogo válido pela Copa do Brasil, tendo o time santista vencido a partida por 4–0, com Kléber marcando o último gol da partida. Já no dia 28 de outubro, no empate em 1–1 com o Atlético Paranaense, válido pelo Campeonato Brasileiro, marcou o gol de número 48 pelo Santos no torneio, se tornando o maior goleador da equipe na competição (recorde superado por Borges no campeonato de 2011). Na última partida do Brasileirão, Kléber confirmou no intervalo do jogo entre Santos e Cruzeiro a sua saída do time. A demissão do técnico Vanderlei Luxemburgo e a saída de Marcelo Teixeira da presidência fizeram com que o atleta confirmasse os rumores. No último ano em Vila Belmiro, marcou 30 gols em 56 partidas.

### Internacional
No dia 27 de janeiro de 2010, acertou com o Internacional por uma temporada. No entanto, sequer teve chances de atuar em uma sequência de partidas. Sem convencer em nenhuma partida, foi afastado do elenco colorado, tendo seu contrato rescindido três meses depois.

### Vitória
Foi anunciado como reforço do Vitória no dia 5 de agosto de 2010, assinando contrato até dezembro. Pouquíssimo aproveitado, foi reserva durante toda sua passagem e marcou apenas um gol, em partida contra o Corinthians, e acabou sendo dispensado no final do ano.

### Moto Club
Em agosto de 2011, acertou com o Moto Club. Retornou ao clube do seu coração abrindo mão de receber salário. Logo em sua estreia, no dia 29 de agosto, marcou um gol diante o Cordino-MA, jogo em que sua equipe venceu pro 2–1.

### Aposentadoria
Anunciou sua aposentadoria no dia 9 de setembro de 2013, aos 38, tendo marcado em torno de 420 gols na carreira.

## Títulos
Sion
- Copa da Suíça: 1995–96 e 1996–97
- Campeonato Suíço: 1996–97

Atlético Paranaense
- Seletiva para a Libertadores: 1999
- Campeonato Paranaense: 2000, 2001 e 2002
- Campeonato Brasileiro: 2001

América
- Campeonato Mexicano: 2005 (Clausura)
- Liga dos Campeões da CONCACAF: 2006

Necaxa
- InterLiga: 2007

Internacional
- Copa Libertadores da América: 2010

Vitória
- Copa do Nordeste: 2010

Moto Club
- Campeonato Maranhense - Segunda Divisão: 2013

### Prêmios individuais
- Chuteira de Ouro da Revista Placar: 2001
- Seleção do Campeonato Brasileiro: 2008
- Troféu Rei do Gol: 2008

### Artilharias
- Campeonato Maranhense: 1996 (25 gols)
- Campeonato Brasileiro - Série C: 1998 (25 gols)
- Copa Sul-Minas: 2000 (6 gols)
- Campeonato Paranaense: 2001 (22 gols) e 2002 (5 gols)
- Campeonato Clausura (México): 2005 (11 gols)
- Campeonato Brasileiro: 2008 (21 gols)
- Campeonato Maranhense: 2ª Divisão: 2013 (9 gols)